# 斯尼季謝
51°15′40″N 29°4′42″E / 51.26111°N 29.07833°E
斯尼季謝（烏克蘭語：Снитище），是烏克蘭北部的村莊，隸屬日托米爾州的科羅斯滕區。該村面積0.57平方公里，海拔高度138米，2001年人口148，人口密度每平方公里258.74人。